# Erdély Miklós
Erdély Miklós (Budapest, 1928. július 4. – Budapest, 1986. május 22.) építész, író, költő, képzőművész, filmrendező, teoretikus.

## Életpályája
Az 1940-es évek elején a budai izraelita hitközségen belül működő 311. sz. „Vörösmarty” cserkészcsapat tagjai közé tartozott mint, Szabolcsi Miklós, Eörsi Gyula és István. 1946-ban a Képzőművészeti Főiskolán szobrászatot tanult Kisfaludi Strobl Zsigmond irányításával, de mesterének Bokros Birman Dezsőt vallotta, aki mellett magánúton folytatott művészeti tanulmányokat. 1974-ben Kassák Lajos-díjat kap. 1947-51: építész-mérnöki oklevelet kapott a BME-n. Az 1956-os forradalomban kezdeményezője és egyik irányítója volt az emlékezetessé vált „Őrizetlen pénz az utcán” akciónak („Forradalmunk tisztasága megengedi, hogy így gyűjtsünk mártírjaink családjának. Magyar Írók Szövetsége.”). 1963-ban jelentkezett a Színház- és Filmművészeti Főiskolára, felvették, de tanulmányait nem tudta elkezdeni. Tanulmányutakat tett Párizsban, Londonban, Belgiumban, Jeruzsálemben és az Amerikai Egyesült Államokban. 1961-62-ben KÖZTI dolgozójaként részt vett a Budai Vár rekonstrukciójában. A Budapesti Építőanyagipari Vállalatnál helyezkedett el, kidolgozta a fotómozaik technikáját, amely attól kezdve a MURUS elnevezésű kisvállalkozása révén biztosította a megélhetését. 1971-ben a Székesfehérvár várossá válásának ezredik évfordulójára emelendő emlékműre kiírt pályázaton Vígh Tamással közösen elnyerték az első díjat az úgynevezett Életfa tervükkel, a kivitelezés azonban elmaradt.
A hagyományos képzőművészeti műfajok mellett az akcióművészet, az environment és a koncept art jelentős képviselője. Elméleti beállítottságú avantgárd művészként, filmrendezőként és íróként e különböző művészeti ágak új kifejezési lehetőségeinek, magának a művészeti tevékenységnek és annak elemzésével foglalkozott. Művészetfelfogása médiacentrikus.
Az 1950-es években az Európai Iskola körébe tartozó, visszavonultan alkotó művészek – Korniss Dezső, Barta Lajos, Csernus Tibor és tanítványai (Lakner László, Szabó Ákos) – körében találta meg a számára inspiráló légkört. Ekkor ismerkedett meg Pilinszky Jánossal és Altorjai Sándorral.
Az 1960-as évek közepén ismerkedett meg Altorjay Gáborral és Szentjóby Tamással, s rajtuk keresztül a happening és a fluxus irányzatokkal. Erdély Miklós azonban a konceptuális művészet felé fordult.
1977-ben elindította a FAFEJ (Fantáziafejlesztő gyakorlatok), 1978-ban az INDIGO (Interdiszciplináris Gondolkodás) kurzusát, ahol a keleti filozófia és a kortárs művészet kapott hangsúlyt. Egy új művészgeneráció nőtte ki magát (Enyedi Ildikó, Böröcz András, Révész László László, Sugár János, Szirtes János).
Az 1970-es és az 1980-as években olyan írók vallották barátjuknak, mesterüknek, mint Nagy Pál, Papp Tibor, Petőcz András, Tábor Ádám.

## Kiállításai

### Csoportos kiállítások (válogatás)
- 1970 – R-kiállítás, Budapesti Műszaki Egyetem R-épület, Budapest
- 1971 – Párizsi Biennálé, Párizs
- 1971 – Kunstzone, München
- 1972 – st. Jauby – Jovanovics – Lakner – Miklós – Pauer – Tot, G. Foksal, Varsó
- 1972 – Direkt hét, Balatonboglári kápolnatárlat, Balatonboglár
- 1973 – Kopernikusz kiállítás, Budapesti Műszaki Egyetem, Budapest
- 1973 – Balatonboglári kápolnatárlat, Balatonboglár [Jovánovics Gy., Legéndy P., Major J., Pauer Gy., Szentjóby T.]
- 1973 – Szövegek/Texts. Nemzetközi kísérleti költészeti kiállítás.
- 1973 – Aspekten van Hedendaagse Hongaarse Kunst, T'Hoogt, Utrecht
- 1974 – Kép/Vers, Fiatal Művészek Klubja, Budapest
- 1974 – 4. Rajztriennálé, M. Architektury, Wrocław
- 1975 – 1976 – Montázs (Erdély Miklós szervezése), Fiatal Művészek Klubja, Budapest
- 1976 – Mőbiusz (Erdély Miklós szervezése), Fiatal Művészek Klubja, Budapest
- 1976 – Kreativitás-Vizualitás. A kreativitási gyakorlatok műveinek bemutatója, Józsefvárosi Galéria, Budapest
- 1976 – Expozíció – Fotó/Művészet, Hatvany Lajos Múzeum, Hatvan
- 1977 – Kelet-európai konceptuális fotográfia, Technische Hochschule, Eindhoven
- 1978 – Kelet-európai konkrét és vizuális költészet, Van Gogh M., Amszterdam, S'Hertogenbosch Modern M. (NL)
- 1978 – V. Nemzetközi Rajztriennálé, M. Architektury, Wrocław
- 1978 – INDIGO – Szén és szénrajz, Marczibányi téri Ifjúsági H.
- 1979 – "INDIGO" kiállítások a MOM Művelődési Központban, Budapest
- 1979 – Fotogramok, Józsefvárosi Kiállítóterem, Budapest
- 1979 – Works and Words, De Appel, Fundatie Kunsthuis, Amszterdam
- 1979 – Textil – textil nélkül, Fiatal Művészek Klubja, Velemi Alkotóműhely, Velem
- 1980 – Tendenciák 1970–1980 1., Új művészet 1970-ben, Óbuda Galéria, Budapest
- 1980 – Iparterv 1968–1980, Iparterv
- 1980, 1982 – Rajz/Drawing, Pécsi Galéria, Pécs
- 1980 – Prospekt 80/1., 6 magyar művész, M. van Hegendaagse Kunst, Gent
- 1980 – Rajzkiállítás, Magyar Nemzeti Galéria, Budapest
- 1980 – Künstler aus Ungarn, Kunsthalle, Wilhelmshaven
- 1980 – INDIGO – Aquarell, Bercsényi Kollégium, Budapest
- 1981 – Tendenciák 1970–1980 6., Kemény és lágy, posztkonceptuális tendenciák, Óbuda Galéria, Budapest
- 1981 – Vonal, Pécsi Galéria, Pécs
- 1982 – III. Esztergomi Fotóbiennálé, Vármúzeum, Esztergom
- 1983 – Film/Művészet, Budapest Galéria, Budapest
- 1983 – Az INDIGO csoport rajzkurzusának kiállítása, Szépművészeti Múzeum, Budapest
- 1983 – Az avantgard meghalt, Bercsényi Kollégium, Budapest
- 1984 – Magyarország a tiéd lehet!, Fiatal Művészek Klubja, Budapest
- 1984 – Orwell und die Gegenwart, Museum des 20. Jahrhunderts, Bécs
- 1984 – Frissen festve, Ernst Múzeum, Budapest
- 1985 – 4. B. der Europäischen Grafik, Baden-Baden
- 1985 – 101 Tárgy. Objektművészet Magyarországon, Óbuda Galéria, Budapest
- 1985 – Hanglemez, Városligeti Műjégpálya, Budapest
- 1985 – A természet/The nature, Pécsi Galéria, Pécs
- 1985, 1986 – Contemporary Visual Art in Hungary, Glasgow, Csók István Képtár, Székesfehérvár

### Halálát követően
- 1986 – Pillanatkép/Magyar festők három nemzedéke, Neue Galerie am Landesmuseum Joanneum, Graz, Műcsarnok, Budapest
- 1986 – Eklektika '85, Magyar Nemzeti Galéria, Budapest
- 1986 – 1987 – Aspekte ungarischer Malerei der Gegenwart, Erholunghaus der Bayer AG, Leverkusen, Stadthalle Hagen, Stadthaus Galerie, Münster
- 1987 – Szövegek. Kép-vers/Vers-kép, Petőfi Irodalmi Múzeum, Budapest
- 1987 – Mágikus művek, Budapest Galéria Lajos u., Budapest
- 1987 – Régi és új avantgárd (1967-75). A huszadik század magyar művészete, Csók Képtár, Székesfehérvár
- 1988 – Expressiv. Kelet-európai művészet 1960-tól, Museum Moderner Kunst/Museum des 20. Jahrhunderts, Bécs, Hirshhorn Museum and Sculpture Garden, Washington
- 1988 – Hommage à Iparterv I., Fészek Galéria, Budapest
- 1989 – Hommage à Iparterv III., Fészek Galéria, Budapest
- 1989 – Szimmetria, Magyar Nemzeti Galéria, Budapest
- 1989 – Más-kép, Ernst Múzeum, Budapest
- 1989 – Az avantgárd vége 1975-1980. A huszadik század magyar művészete, Csók Képtár, Székesfehérvár
- 1990 – Ressource Kunst/Erőforrások, Műcsarnok, Budapest
- 1991 – Kortárs képzőművészet. Válogatás a Ludwig Múzeum és a Magyar Nemzeti Galéria gyűjteményéből, Magyar Nemzeti Galéria, Budapest
- 1992 – Free Worlds • Metaphors and Realities in Contemporary Hungarian Art, Art Gallery of Ontario
- 1992 – Hatvanas évek. Új törekvések a magyar képzőművészetben, Magyar Nemzeti Galéria, Budapest
- 1992 – 1993 – Das offene Bild. Aspekte der Moderne in Europa nach 1945, Westfälisches Landesmuseum Münster, Museum der bildenden Künste, Lipcse
- 1993 – A gondolat formái I-II., Óbudai Társaskör Galéria, Óbudai Pincegaléria, Budapest
- 1993 – 3x4 (Altorjay Gábor, St. Auby Tamás), Artpool Művészetkutató Központ, Budapest
- 1994 – 80-as évek – Képzőművészet, Ernst Múzeum, Budapest
- 1994 – Több mint tíz, Ludwig Múzeum, Budapest
- 1996 – Figure – Form – Fantasy. An overview of the recent decades of Hungarian art, The Contemporary Art Centre of Vilnius, Litvánia
- 1996 – Viszontlátásra! (Marcel Duchamp magyarországi hatásai), Budapest Galéria, Lajos u., Budapest
- 1996 – 1998 – A művészeten túl, Ludwig Múzeum, Neue Galerie, Graz, Antwerpen
- 1997 – Diaszpóra (és) művészet, Zsidó Múzeum, Budapest
- 1998 – A magyar neoavantgarde első generációja 1965–1972., Szombathelyi Képtár, Szombathely
- 1999 – Global Conceptualism. Points of Origin 1950s–1980s, Queens Museum of Art, New York

### Egyéni kiállításai (válogatás)
- 1977 – Bújtatott zöld (environment), Jókai Művelődési Ház, Budaörs
- 1980 – A kalcedoni zsinat emlékére (environment), Bercsényi Kollégium, Budapest
- 1980 – 1981 – Stabilizáció (installáció), G. Savremene Umjetnosti, Zágráb
- 1981 – Veszély (environment), The IX. Cracow Meeting, Pawilon Wystawowy, Krakkó
- 1983 – G. Arte Verso, Genova
- 1985 – Csutak Magdolna lakása, Bécs
- 1986 – Erdély Miklós gyűjteményes kiállítása, Óbuda Galéria, Budapest

### Halálát követően
- 1987 – Tribute to Miklós Erdély, Millennium Film Workshop Inc, New York
- 1991 – Erdély Miklós (1928–1986), Csók Képtár és Szent István Király Múzeum, Székesfehérvár
- 1992 – Miklós Erdély. Opere dagli anni '50 al 1986, G. Spicchi dell'Est, Róma
- 1994 – Önösszeszerelő délutánok, Artpool Művészetkutató Központ, Budapest
- 1998 – Erdély Miklós (1928–1986) életműkiállítás + INDIGO, Műcsarnok, Budapest

## Művei

### Könyvek
- Kollapszus orv; Magyar Műhely, Párizs, 1974 (hasonmásban: 1991)
- Második kötet; vál. és szerk. Beke László, Peternák Miklós, Magyar Műhely szerkesztősége; Magyar Műhely, Párizs–Bp., 1991
- Művészeti írások. Válogatott művészetelméleti tanulmányok; szerk. Peternák Miklós; Képzőművészeti, Bp., 1991 (Dosszié)
- A filmről. Filmelméleti írások, forgatókönyvek, filmtervek, kritikák. Válogatott írások II.; Balassi–BAE Tartóshullám–Intermedia, Bp., 1995 (Tartóshullám)

### Filmek
- 1974, 1988 – Partita, 1974 (standard kópia: 1988. Balázs Béla Stúdió K-szekció)
- 1977 – Álommásolatok
- 1979, 1981 – Verzió, 1979 (standard kópia: 1981. Balázs Béla Stúdió)
- 1981, 1988 – Vonatút, 1981 (standard kópia: 1988. Balázs Béla Stúdió K-szekció)
- 1985 – Tavaszi kivégzés, 1985 (Balázs Béla Stúdió)